# Thelaira solivaga
Thelaira solivaga là một loài ruồi trong họ Tachinidae.